# Elegías de Duino

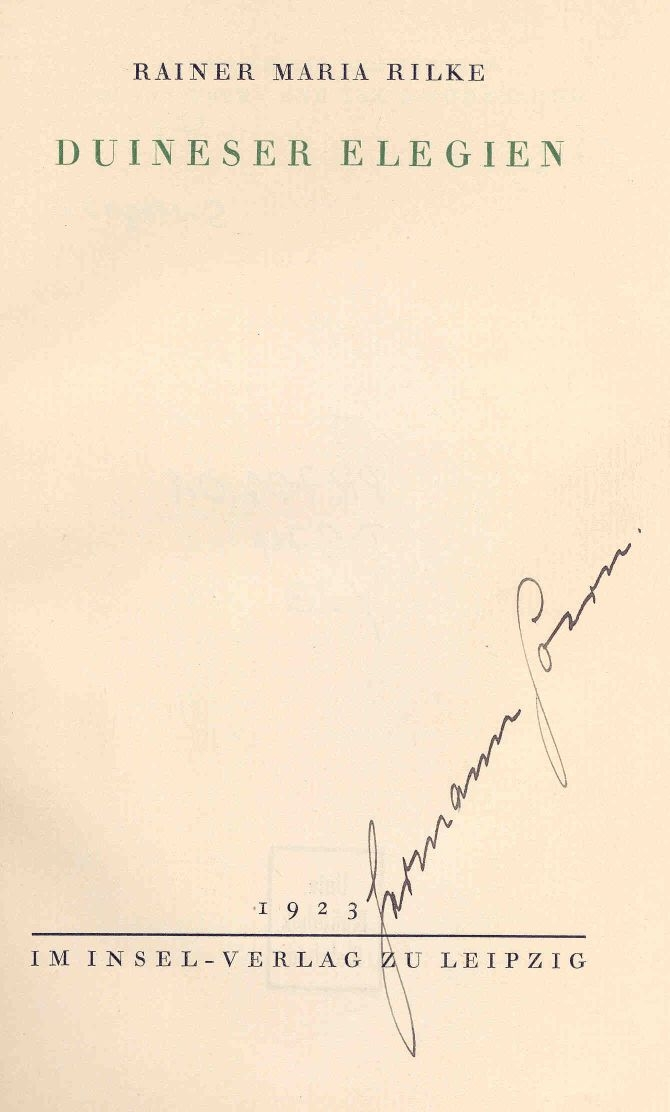
Carátula de la edición príncipe de Elegías de Duino (Leipzig, 1923).

Elegías de Duino es un libro de diez poemas del autor en lengua alemana Rainer María Rilke, publicado en Leipzig en 1923.

## Génesis del libro
El título del libro procede del castillo de Duino, cerca de Trieste (Italia), propiedad de la amiga y protectora de Rilke, la princesa Marie von Thurn und Taxis-Hohenlohe. Fue durante una estancia en este lugar, entre octubre de 1911 y mayo de 1912, cuando el poeta comenzó la composición de las primeras dos elegías (la primera fechada el 21 de enero de 1912, y la segunda entre fines de enero e inicios de febrero), así como fragmentos primigenios de la tercera, sexta, novena y décima elegías, en una época en que el poeta se hallaba en plena crisis, personal y artística, y considerada frente a su amiga Lou Andreas-Salomé, discípula de Sigmund Freud, la posibilidad de someterse a un tratamiento psicoanalítico. Es entonces cuando, durante un paseo a lo largo de los arrecifes de Duino, un verso interrumpe de pronto en su mente: «Wer, wenn ich schriee, hörte mich denn aus der Engel Ordnungen?» («¿Quién, si yo gritase, me oiría desde los coros celestiales?»), palabras que de inmediato anotó con la convicción de que serían el comienzo de algo decisivo para su escritura y para su vida. El resto de las elegías se irían escribiendo en sus viajes entre Duino, Múnich, París, y Muzot. En noviembre de 1912, Rilke realizó un viaje a Toledo, España, donde trabajó en la sexta de las elegías.
El 11 de junio de 1919, Rilke viajó desde Múnich a Suiza, con el deseo de escapar al caos de la posguerra y continuar su trabajo con las elegías. Le resultó difícil encontrar un lugar adecuado donde instalarse, y residió sucesivamente en varias localidades suizas.
Por esa época, Rilke sufría de una gran depresión y apenas si logró escribir unas cuantas composiciones, si se exceptúa la cuarta elegía redactada en Múnich en 1915. Tuvo que llegar 1922 para que la espera diera sus frutos: «Lo aprendo diariamente, lo aprendo en medio de dolores a los cuales estoy agradecido. Paciencia lo es todo».
En el verano de 1921, fijó su residencia permanente en el castillo de Muzot, cerca de Sierre, en Valais (Suiza) (en Nebrasina, a la sazón territorio austríaco bañado por el Adriático). A inicios de 1922, el protector de Rilke, Werner Reinhart, compró el edificio para evitarle a Rilke el pago del alquiler, lugar donde terminó de escribir su obra poética. Fue un período intensamente creativo, donde Rilke completó las Elegías de Duino (un total de 853 versos) en el plazo de unas semanas, entre el 7 de febrero y el 26 de febrero de 1922. Antes y después de esas fechas también trabajó en los Sonetos a Orfeo, publicándose ambas obras al año siguiente.
Un mes después de haber concluido las Elegías, en carta fechada en Muzot el 17 de marzo de 1922, más tranquilo, complacido y con argumentada ostentación, se dirige a la condesa Margot Sizzo-Noris-Crouy:

Pero en lo que se refiere a los poemas mayores (es decir, las Elegías), se trata efectivamente de aquellos trabajos comenzados en el invierno de 1912 en Duino, continuados en España y París, y a los que la guerra y las posguerra —como hube de temer a menudo— amenazaron con hacer fracasar antes de que llegaran a su término y perfección. Esto habría sido muy duro, pues dichos poemas contienen lo más importante, lo más válido que yo había podido fijar cuando me hallaba alrededor de la mitad de la vida, y habría sido la más amarga de las fatalidades si hubieran quedado frustrados en el punto más intimidante en sazón, sin dar forma a lo que había presupuesto tantas condiciones dolorosas y tantos vislumbres de felicidad.
R. M. Rilke. Briefe an Gräfin Sizzo (1921-1926), Frankfurt/M, Insel Verlag, 1977, p. 202

Como dice Renato Sandoval en su versión de la obra, publicada en el año 2000:

En efecto, el poeta, en pocos días, había llegado a concluir las hoy justamente famosas Elegías de Duino junto con sus espléndidos Sonetos a Orfeo, hecho que a todas luces es una de las más esforzadas pero también gratificantes empresas poéticas de las que haya sido testigo el siglo XX, y que tienen en ambas obras, sobre todo en la primera, una de las cumbres de la poesía contemporánea, así como lo son sus coetáneas The Waste Land de T. S. Eliot y Trilce de César Vallejo, con quienes el Rilke de las Elegías tiene múltiples consonancias.
Elegías de Duino, p. 8

En 1923 las Elegias de Duino tuvieron dos ediciones en Leipzig (a cargo de su editor Anton Kippenberg, quien dirigía la casa editora Insel-Verlag): en el mes de junio, la edición bibliófila especial no venal; y en octubre la edición normal para comercio.

## Contenido

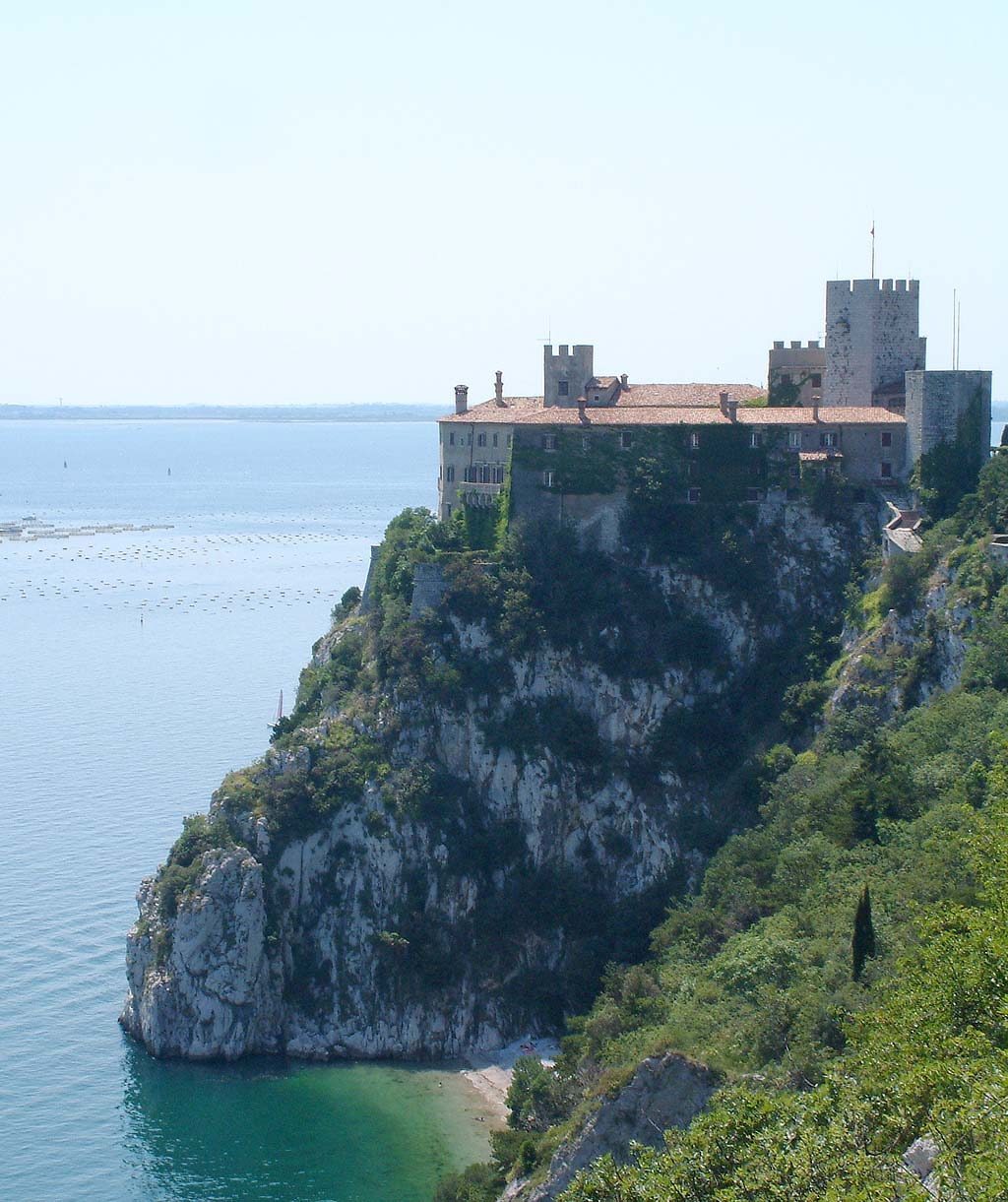
Castillo de Duino, bahía de Trieste, Adriático norte, Italia.

A lo largo de las Elegías de Duino, Rilke explora el tema de "las limitaciones y la insuficiencia de la condición humana y la fractura de la conciencia del ser humano... la soledad de la humanidad, la perfección de los ángeles, la vida y la muerte, el amor y los amantes, y la tarea del poeta." Este contenido existencial fue claramente percibido y comentado por el filósofo alemán Martin Heidegger.
Aunque algunos críticos le niegan unidad temática, parece ser que su motivo central es el hombre y de éste surgen, como radios, sus principales temas:
- El de la permanencia, explícito en la primera, segunda, séptima y novena.
- El del héroe y los verdaderos amantes, que son los únicos capaces de trascenderse y, por lo tanto, de perdurar; tal y como se pone de manifiesto en las Elegías primera, segunda, quinta y sexta. La tercera, al versar sobre el amor y su naturaleza, se considera que es una introducción o preparación para la quinta.
- La relación hombre-mundo, al que dedica las composiciones cuarta y octava.
- El verdadero dolor y su secreta felicidad, en el último de los poemas.

### Elegías

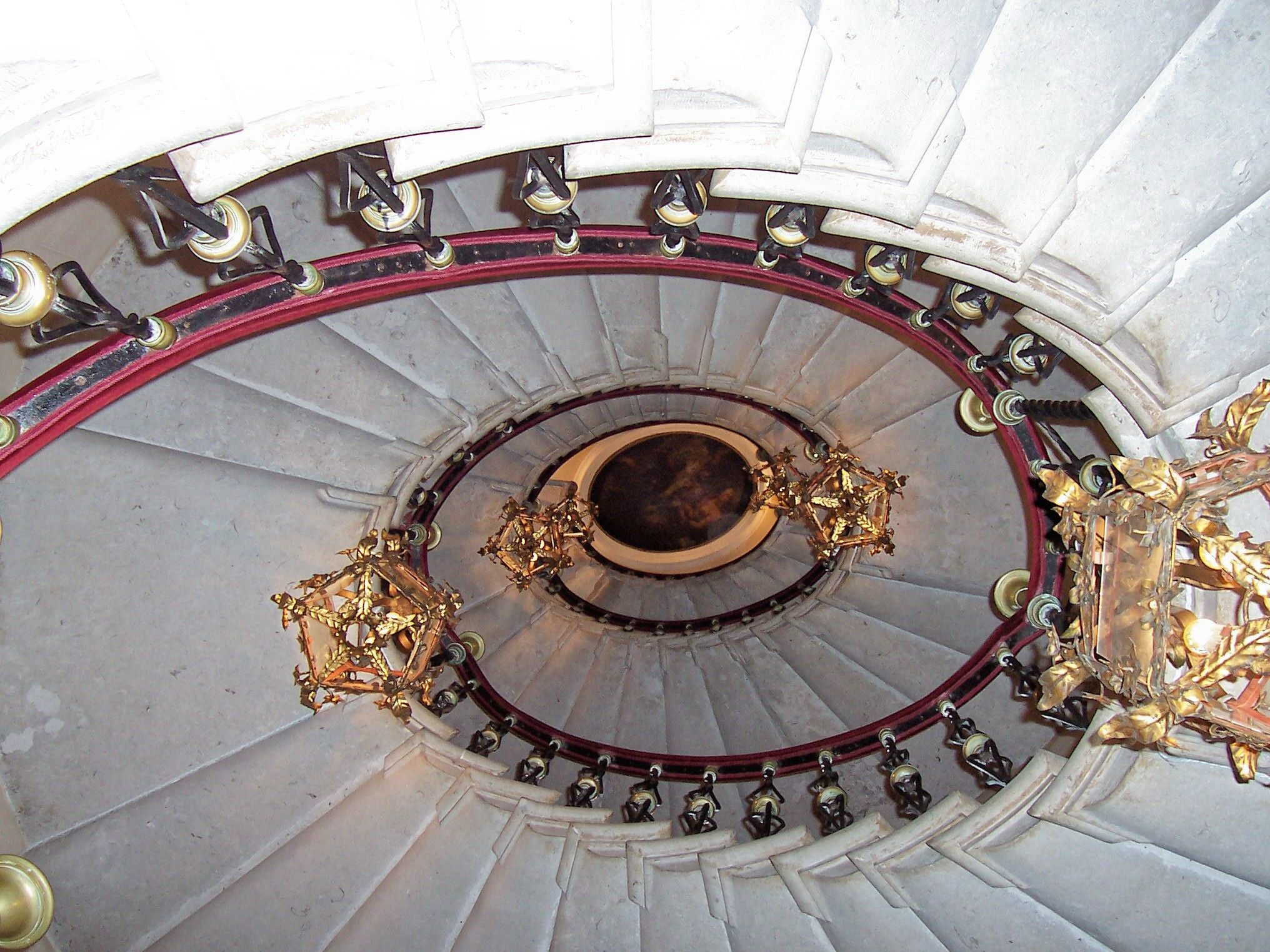
Escalera de Andrea Palladio en el castillo de Duino.

Las elegías I y II, por su proximidad cronológica, deberían ser consideradas como un solo bloque. En cierto modo, pueden leerse como un prólogo pues introducen los motivos que desarrollarán las restantes.
La elegía III trata sobre los fundamentos ocultos del amor. En ella, el amado es el detonante que despierta «aquel escondido, culpable dios fluvial de la sangre» (v. 2) y, a la vez, quien debe hacer que ese torrente, esa selva interior que surge del amor no se disipe (vv. 83 y 84).
Escrita en plena Primera Guerra Mundial, la elegía IV es un poema oscuro, en el que se contrapone la indistinción (propia de los animales y de los ángeles) al «despliegue de lo otro. Enemistad (...)», que es privativo del hombre. Una variación sobre este motivo aparece en la elegía VIII (quizá la más hermosa). En esencia, trata de las dos formas básicas de relacionarse con la realidad:
- Estar en el mundo, como lo está el animal, la planta, el moribundo y, a veces, los amantes; es decir, vivir en un todo presente (vv. 41 y 42) y libre de la muerte (v. 9).

- Estar frente al mundo, lo que conlleva la conciencia de la muerte y del tiempo, poseer sólo un reflejo de la realidad y la actitud de mero espectador, «de uno que se marcha».

La elegía V se inspira en el cuadro de la época rosa de Pablo Picasso Los saltimbanquis (1905) en que representa seis figuras «en medio de un paisaje desértico y es imposible decir si están llegando o saliendo, empezando o terminando su desempeño». Rilke los utiliza como símbolo de «la actividad humana... siempre viajando y sin domicilio fijo, incluso en un tono más fugaz que el resto de nosotros». Además, Rilke sugiere «la soledad y el aislamiento definitivo del hombre en este mundo incomprensible, la práctica de su profesión desde la infancia hasta la muerte como juguetes de una voluntad desconocida».
Por su parte, la sexta composición tiene como motivo central al héroe, que es quien, junto a los verdaderos amantes, puede perdurar. El héroe rilkeano se caracteriza por el desprecio hacia una vida larga, por tener como acciones básicas tomar, dejar, escoger y poder (vv. 35 y 38) y por ver el amor como una forma de ascender a un estadio superior.
Por último, la elegía VII trata acerca de la perduración de las cosas mediante su interiorización, y la IX sobre la razón de ser del hombre: es decir, interiorizar las cosas para que así pervivan.

## Conclusiones

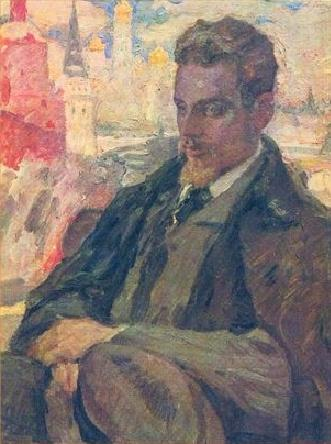
Retrato póstumo de R. M. Rilke, por Leonid Pasternak.

Citando de nuevo a Renato Sandoval:

Atrás queda la obra de un artista en cuya primera etapa se verifica una vena meliflua, preciosista y de corte sentimental, con una escritura fluida basada en el uso abundante de encabalgamientos, y con los temas y las posturas estéticas propios de romanticismo finisecular. El hímnico Libro de las horas (1905) es representativo de este período. Sus Nuevos poemas (1907-1908, dos volúmenes) llevan la impronta de su amistad con el escultor francés Auguste Rodin, de quien trató de aprender a conquistar su propia subjetividad de modo que pudiera, mediante el trabajo, crear de manera continua, sin depender de la inspiración [...]. De otro lado, el anhelo de trascendencia se constituirá en uno de los temas fundamentales de las Elegías de Duino, libro con el cual Rilke considera inaugurada su «obra del corazón» (Herzwerk), superando la fase de Nuevos poemas o bien lo que él llamaba «obra del rostro» (Werk des Gesichts), etapa esta de estrecha relación con las artes figurativas. Mediante las Elegías y los Sonetos a Orfeo, el poeta logra plasmar, con mayor intensidad posible, su particular visión del mundo en la que, luego de expresar el sentimiento trágico causado por la brevedad de la existencia, se llega a una percepción casi mística de la unidad de la vida y de la muerte, proclamando esta monista Weltanschauung mediante el empleo de audaces y expresivas metáforas mitopoéticas
Elegías de Duino, pp. 9-10

## Traducciones
- Las elegías de Duino. Versión, prólogo, notas y apunte biográfico de Juan José Domenchina. México D. F.: Editorial Centauro, 1945 (Colección Poesía Mejor)
- Requiem. Las elegías de Duino. Texto original alemán con versión castellana e introducciones por Gonzalo Torrente Ballester. Madrid: Ediciones Nueva Época S. A., 1946
- Elegias de Duino. Traducción de Horacio Quiñones. México D. F.: [s. n.], 1949.
- Elegías de Duino. Traducción de Horacio Quiñones. México D. F.: Gráficas Menhir, 1966
- Elegías de Duino. Sonetos a Orfeo. Traducción de José Vicente Álvarez. Buenos Aires: Centro Editor de América Latina, 1970 (Colección Biblioteca Básica Universal)
- Elegías de Duino. Traducción y prólogo de José María Valverde. Barcelona: Editorial Lumen, 1984 (Colección Poesía; 33). ISBN 978-84-264-2733-5
- Elegías de Duino. Los sonetos de Orfeo. Traducción de Eustaquio Barjau. Madrid: Ediciones Cátedra, 1987 (Colección Letras Universales; 70) ISBN 978-84-376-0687-3
- Elegías de Duino. Duineser Elegien. Edición bilingüe. Traducción y prólogo de Renato Sandoval Bacigalupo. Lima: PUCP-Rectorado, 1997 (Colección El Manantial Oculto; 8)
- Las elegías del Duino. Traducción, prólogo, notas y comentarios de Otto Dörr Zegers. Santiago de Chile: Editorial Universitaria, 1998. (Colección Literatura). 2.ª edición: 2001. [Incluye los Requiem y «Tres poemas fundamentales»].  ISBN 956-11-1527-1
- Elegías de Duino. Traducción de Jenaro Talens. Madrid: Ediciones Hiperión, 1999 (Colección Poesía Hiperión; 360). 3.ª impresión: 2007. ISBN 978-84-7517-632-1
- Elegías de Duino. Traducción y prólogo («Rilke y la poesía como ascensión») de Renato Sandoval B. Lima: Editorial Nido de Cuervos, 2000
- Elegías de Duino, los Sonetos a Orfeo y otros poemas; seguido de Cartas a Un Joven Poeta. Traducción de Eustaquio Barjau. Barcelona: Círculo de Lectores, 2000. ISBN 978-84-2268-398-8
- Las elegías del Duino, los requiem y otros poemas. Traducción, prólogo, notas y comentarios de Otto Dörr Zegers. Madrid: Visor Libros, 2002 (Colección Visor de Poesía). ISBN 978-84-7522-447-3
- Duineser Elegien / Elegías de Duino. Versión de Juan Rulfo (realizada entre 1945 y 1953, sobre la base de las versiones de G. Torrente Ballester y J. J. Domenchina), en: Tríptico para Juan Rulfo: Poesía, Fotografía, Crítica. México D. F.: Universidad Iberoamericana, 2006, pp. 93-215.  ISBN 978-96-8520-869-7
- Elegías del Duino. Traducción y prólogo de Jorge Mejía Toro. Medellín: Editorial Universidad de Antioquia, 2010 (Colección Biblioteca Clásica para Jóvenes Lectores).  ISBN 978-958-714-384-3
- Elegías de Duino. Edición bilingüe. Traducción y prólogo («Rilke y la poesía como ascensión») de Renato Sandoval B. Lima: Biblioteca Abraham Valdelomar-Lustra Editores, 2012 (Serie Río Babel; 4).  ISBN 978-612-46070-7-3.